# Seznam ministrů financí Československa
Toto je chronologický seznam ministrů financí Československa v letech 1918–1992.
První republika
| pořadí | ministr                    | fotografie                                     | strana    | funkční období                                    | vláda                                                                | poznámka                                       |
| ------ | -------------------------- | ---------------------------------------------- | --------- | ------------------------------------------------- | -------------------------------------------------------------------- | ---------------------------------------------- |
| 1.     | Alois Rašín                |                                                | ČsND      | 14. listopadu 1918 – 8. července 1919             | Kramář                                                               | datum úmrtí 18. února 1923 (ve věku 55 let)    |
| 2.     | Cyril Horáček              |                                                | RSZML     | 8. července – 9. října 1919                       | Tusar I.                                                             | datum úmrtí 9. května 1943 (ve věku 80 let)    |
| 3.     | Kuneš Sonntag              |                                                | RSZML     | 9. října 1919 – 25. května 1920                   | Tusar I.                                                             | datum úmrtí 29. března 1931 (ve věku 53 let)   |
| 4.     | Karel Engliš               |                                                | ČsND      | 25. května – 15. září 1920                        | Tusar II.                                                            | datum úmrtí 13. června 1961 (ve věku 80 let)   |
| 4.     | Karel Engliš               | 15. září 1920 – 21. března 1921 (jako správce) | ČsND      | Černý I.                                          | datum úmrtí 13. června 1961 (ve věku 80 let)                         |                                                |
| 5.     | Vladimír Hanačík           |                                                |           | 21. března – 26. září 1921                        | Černý I.                                                             | datum úmrtí 11. ledna 1954 (ve věku 92 let)    |
| 6.     | Augustin Novák             |                                                | ČsND      | 26. září 1921 – 7. října 1922                     | Beneš                                                                | datum úmrtí 9. května 1951 (ve věku 78 let)    |
| 7.     | Alois Rašín                |                                                | ČsND      | 7. října 1922 – 18. února 1923                    | Švehla I.                                                            | datum úmrtí 18. února 1923 (ve věku 55 let)    |
| 8.     | Bohdan Bečka               |                                                | ČsND      | 24. února 1923 – 9. prosince 1925                 | Švehla I.                                                            | datum úmrtí 26. července 1940 (ve věku 77 let) |
| 9.     | Karel Engliš               |                                                |           | 9. prosince 1925 – 25. listopadu 1928             | Švehla II. Černý II. Švehla III.                                     | datum úmrtí 13. června 1961 (ve věku 80 let)   |
| 10.    | Bohumil Vlasák             |                                                |           | 25. listopadu 1928 – 1. února 1929 (jako správce) | Švehla III.                                                          | datum úmrtí 31. května 1945 (ve věku 74 let)   |
| 10.    | Bohumil Vlasák             | 1. února – 7. prosince 1929                    | Udržal I. | datum úmrtí 31. května 1945 (ve věku 74 let)      |                                                                      |                                                |
| 11.    | Karel Engliš               |                                                |           | 7. prosince 1929 – 16. dubna 1931                 | Udržal II.                                                           | datum úmrtí 13. června 1961 (ve věku 80 let)   |
| 12.    | Karel Trapl                |                                                |           | 16. dubna 1931 – 17. března 1936                  | Udržal II. Malypetr I. Malypetr II. Malypetr III. Hodža I. Hodža II. | datum úmrtí 7. dubna 1940 (ve věku 58 let)     |
| 13.    | Emil Franke (jako správce) |                                                | ČSNS      | 17. – 28. března 1936                             | Hodža II.                                                            | datum úmrtí 1. prosince 1939 (ve věku 59 let)  |
| 14.    | Josef Kalfus               |                                                |           | 28. března 1936 – 21. července 1937               | Hodža II.                                                            | datum úmrtí 10. května 1955 (ve věku 74 let)   |
| 15.    | Emil Franke (jako správce) |                                                | ČSNS      | 21. července – 2. října 1937                      | Hodža III.                                                           | datum úmrtí 1. prosince 1939 (ve věku 59 let)  |
| 16.    | Josef Kalfus               |                                                |           | 2. října 1937 –                                   | Hodža III.                                                           | datum úmrtí 10. května 1955 (ve věku 74 let)   |

Druhá republika
| Pořadí | ministr      | fotografie | strana | funkční období    | vláda                         | poznámka                                     |
| ------ | ------------ | ---------- | ------ | ----------------- | ----------------------------- | -------------------------------------------- |
|        | Josef Kalfus |            |        | – 15. března 1939 | Syrový I. Syrový II. Beran I. | datum úmrtí 10. května 1955 (ve věku 74 let) |

Protektorát Čechy a Morava
| Pořadí | ministr      | fotografie | strana | funkční období                   | vláda                          | poznámka                                     |
| ------ | ------------ | ---------- | ------ | -------------------------------- | ------------------------------ | -------------------------------------------- |
| 1.     | Josef Kalfus |            | NS     | 16. března 1939 – 5. května 1945 | Beran II. Eliáš Krejčí Biernet | datum úmrtí 10. května 1955 (ve věku 74 let) |

Exilové vlády
| Pořadí | ministr                   | fotografie | strana | funkční období                     | vláda                | poznámka                                    |
| ------ | ------------------------- | ---------- | ------ | ---------------------------------- | -------------------- | ------------------------------------------- |
| 1.     | Eduard Outrata            |            | ČSNS   | 21. července 1940 – 27. října 1941 | Šrámek I.            | datum úmrtí 8. června 1958 (ve věku 60 let) |
| 2.     | Ladislav Karel Feierabend |            | RSZML  | 27. října 1941 – 5. dubna 1945     | Šrámek I. Šrámek II. | datum úmrtí 15. srpna 1969 (ve věku 78 let) |

Poválečné Československo
| Pořadí | ministr          | fotografie | strana | funkční období                   | vláda                              | poznámka                                       |
| ------ | ---------------- | ---------- | ------ | -------------------------------- | ---------------------------------- | ---------------------------------------------- |
| 17.    | Vavro Šrobár     |            | DS     | 5. dubna 1945 – 2. července 1946 | Fierlinger I. Fierlinger II.       | datum úmrtí 6. prosince 1950 (ve věku 83 let)  |
| 18.    | Jaromír Dolanský |            | KSČ    | 2. července 1946 –               | Gottwald I. Gottwald II. Zápotocký | datum úmrtí 16. července 1973 (ve věku 78 let) |

Komunistický režim
| Pořadí | ministr          | fotografie            | strana | funkční období                      | vláda                                   | poznámka                                       |
| ------ | ---------------- | --------------------- | ------ | ----------------------------------- | --------------------------------------- | ---------------------------------------------- |
|        | Jaromír Dolanský |                       | KSČ    | – 5. dubna 1949                     | Zápotocký                               | datum úmrtí 16. července 1973 (ve věku 78 let) |
| 19.    | Jaroslav Kabeš   | Není dostupný portrét | KSČ    | 5. dubna 1949 – 14. září 1953       | Zápotocký Široký I.                     | datum úmrtí 15. srpna 1964 (ve věku 68 let)    |
| 20.    | Július Ďuriš     |                       | KSČ    | 14. září 1953 – 20. září 1963       | Široký I. Široký II. Široký III.        | datum úmrtí 18. února 1986 (ve věku 81 let)    |
| 21.    | Richard Dvořák   | Není dostupný portrét | KSČ    | 20. září 1963 – 20. ledna 1967      | Lenárt                                  | datum úmrtí 13. května 2009 (ve věku 95 let)   |
| 22.    | Bohumil Sucharda | Není dostupný portrét | KSČ    | 20. ledna 1967 – 29. září 1969      | Lenárt Černík I. Černík II.             | datum úmrtí 1. ledna 2009 (ve věku 94 let)     |
| 23.    | Rudolf Rohlíček  | Není dostupný portrét | KSČ    | 29. září 1969 – 14. prosince 1973   | Černík III. Štrougal I. Štrougal II.    | datum úmrtí 24. června 2009 (ve věku 79 let)   |
| 24.    | Leopold Lér      |                       | KSČ    | 14. prosince 1973 – 4. října 1985   | Štrougal II. Štrougal III. Štrougal IV. | datum úmrtí 20. dubna 2013 (ve věku 84 let)    |
| 25.    | Jaromír Žák      | Není dostupný portrét | KSČ    | 29. listopadu 1985 – 11. října 1988 | Štrougal IV. Štrougal V. Štrougal VI.   | žije                                           |
| 26.    | Jan Stejskal     | Není dostupný portrét | KSČ    | 12. října 1988 – 10. prosince 1989  | Adamec                                  | datum úmrtí 12. července 2013 (ve věku 79 let) |
| 27.    | Václav Klaus     |                       | OF     | 10. prosince 1989 –                 | Čalfa I.                                | žije                                           |

ČSFR
| Pořadí | ministr      | fotografie            | strana           | funkční období                  | vláda              | poznámka |
| ------ | ------------ | --------------------- | ---------------- | ------------------------------- | ------------------ | -------- |
|        | Václav Klaus |                       | OF (později ODS) | – 2. července 1992              | Čalfa I. Čalfa II. | žije     |
| 28.    | Jan Klak     | Není dostupný portrét | ODS              | 2. července – 31. prosince 1992 | Stráský            | žije     |